# Pac-Man Fever (datorspel)
Pac-Man Fever är ett partyspel som utvecklats av Mass Media och publicerades av Namco, släpptes för GameCube och PlayStation 2 den 3 september 2002 (GameCube-versionen släpptes bara i Nordamerika). Spelarna flyttar sig om på ett virtuellt spelbräda, vars syfte är att nå slutet först. Det tillåter upp till fyra spelare, med sex karaktärer från andra Namco-spel att välja mellan: Pac-Man (Pac-Man), Astaroth (Soul Calibur), Heihachi Mishima (Tekken), Ms.Pac-Man (Pac-Man) Tiger Jackson (Tekken) och Reiko Nagase (Ridge Racer).